# Dmîtrivka, Ivanivka
Dmîtrivka (în ucraineană Дмитрівка) este un sat în comuna Novodmîtrivka Druha din raionul Ivanivka, regiunea Herson, Ucraina.

## Demografie
Componența lingvistică a localității Dmîtrivka
     Ucraineană (77,91%)
     Rusă (22,09%)
Conform recensământului din 2001, majoritatea populației localității Dmîtrivka era vorbitoare de ucraineană (77,91%), existând în minoritate și vorbitori de rusă (22,09%).